# Ryohei Nishiwaki
Ryohei Nishiwaki (西脇 良平 Nishiwaki Ryohei?), född 1 augusti 1979 i Gifu prefektur, är en japansk före detta fotbollsspelare.
Nishiwaki började sin karriär 1997 i JEF United Ichihara. Efter JEF United Ichihara spelade han för SV Wacker Burghausen, Montedio Yamagata, Shizuoka FC och FC Gifu. Han avslutade karriären 2005.